# Линдаль, Карл
Карл Линдаль (фин. Karl Lindahl, 10 марта 1874, Йёнчёпинг — 12 апреля 1930, Хельсинки) — финский архитектор шведского происхождения. Первоначально работал в стиле модерн, но позже перешёл к неоклассицизму.

## Биография
Семья Линдалей проводила лето в Финляндии, а затем переехала из Швеции в Финляндию на постоянное место жительства.
Карл окончил политехнический университет в Гельсингфорсе по специальности архитектор в 1898 году, а с 1899 года работал в архитектурном бюро Ларса Сонка там же. В начале XX века он сотрудничал с архитектором Вальтером Томе, но позже оба открыли собственные архитектурные бюро.
Линдаль участвовал в строительстве дачного городка Кулосаари в 1907 году и дачного поселка Сувисааристо в 1910 году (Aktiebolaget Sommaröarna) в Эспоо. Построил свою собственную виллу в Сувисааристо в Бергёхё в 1912 году, спроектировал несколько рыбацких вилл в Сувисааристо, пансион в 1913 году и виллу Циллиакус в 1910 году. Он также спроектировал несколько заводских корпусов в Варкаусе, Форссе, Кархуле и Котке.

## Известные работы
- 1901 — рынок Оулу
- 1903 — Штаб-квартира фабрики Enso Gutzeit, Котка
- 1905 — Штаб-квартира издательской компании Otava, Ууденмаанкату 10, Хельсинки
- 1908 — Хельсинкский рабочий дом
- 1908 — Особняк Сёдеркулла, Сёдеркулла, ныне часть Сипоо
- 1912 — Здание компании «SOK» в Выборге

## Галерея

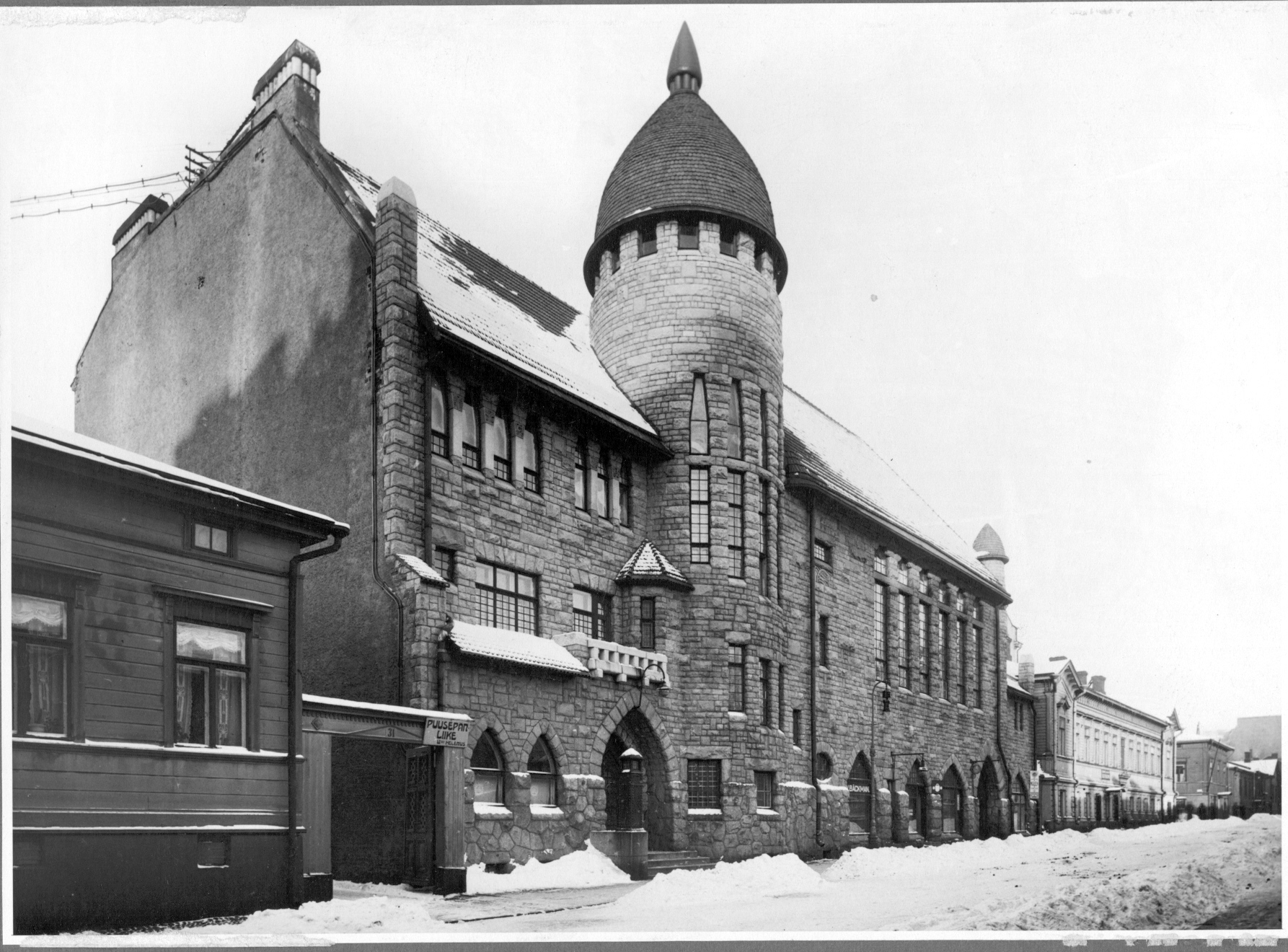
Здание союза студентов-политехников
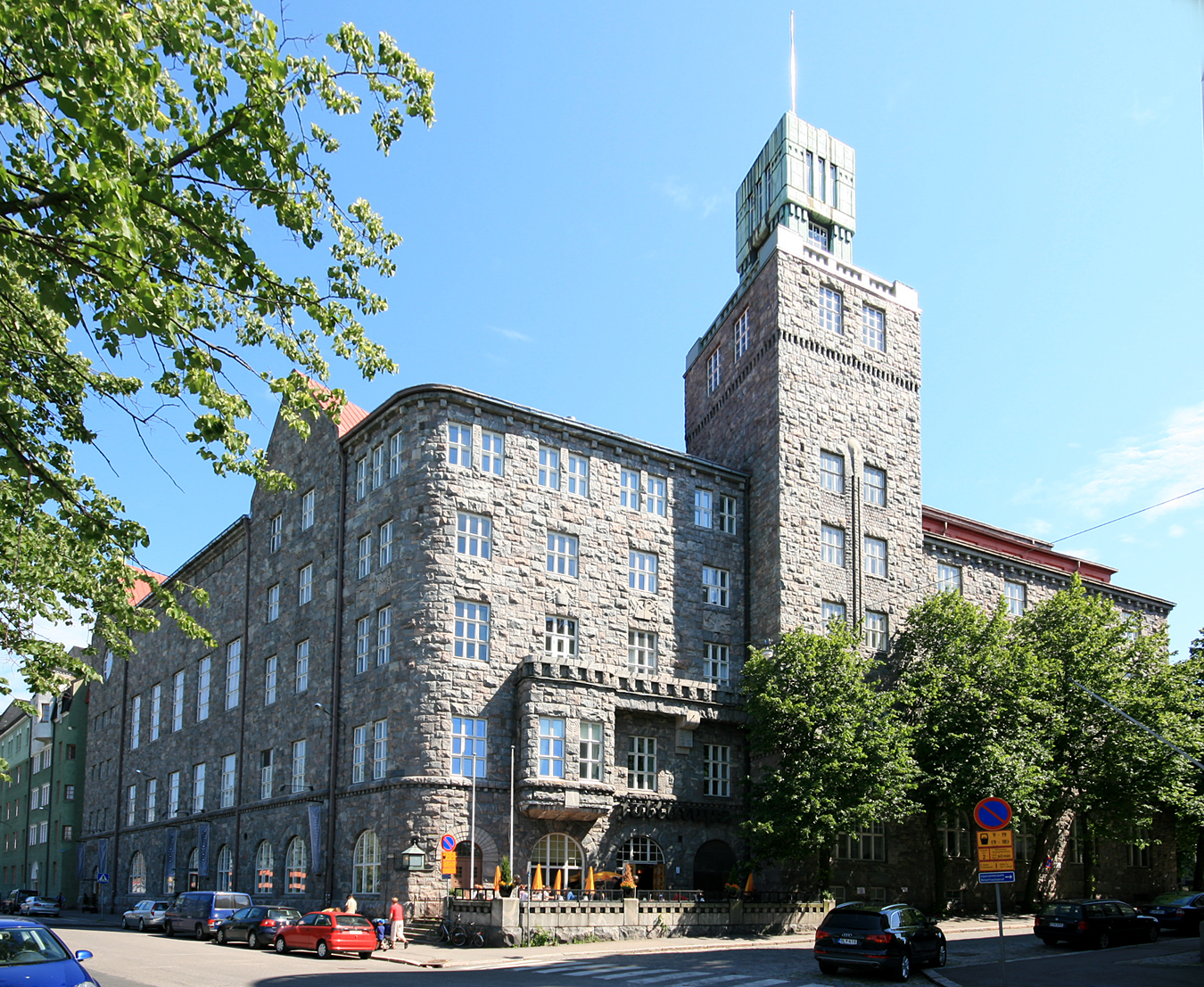
Рабочий дом в Хельсинки
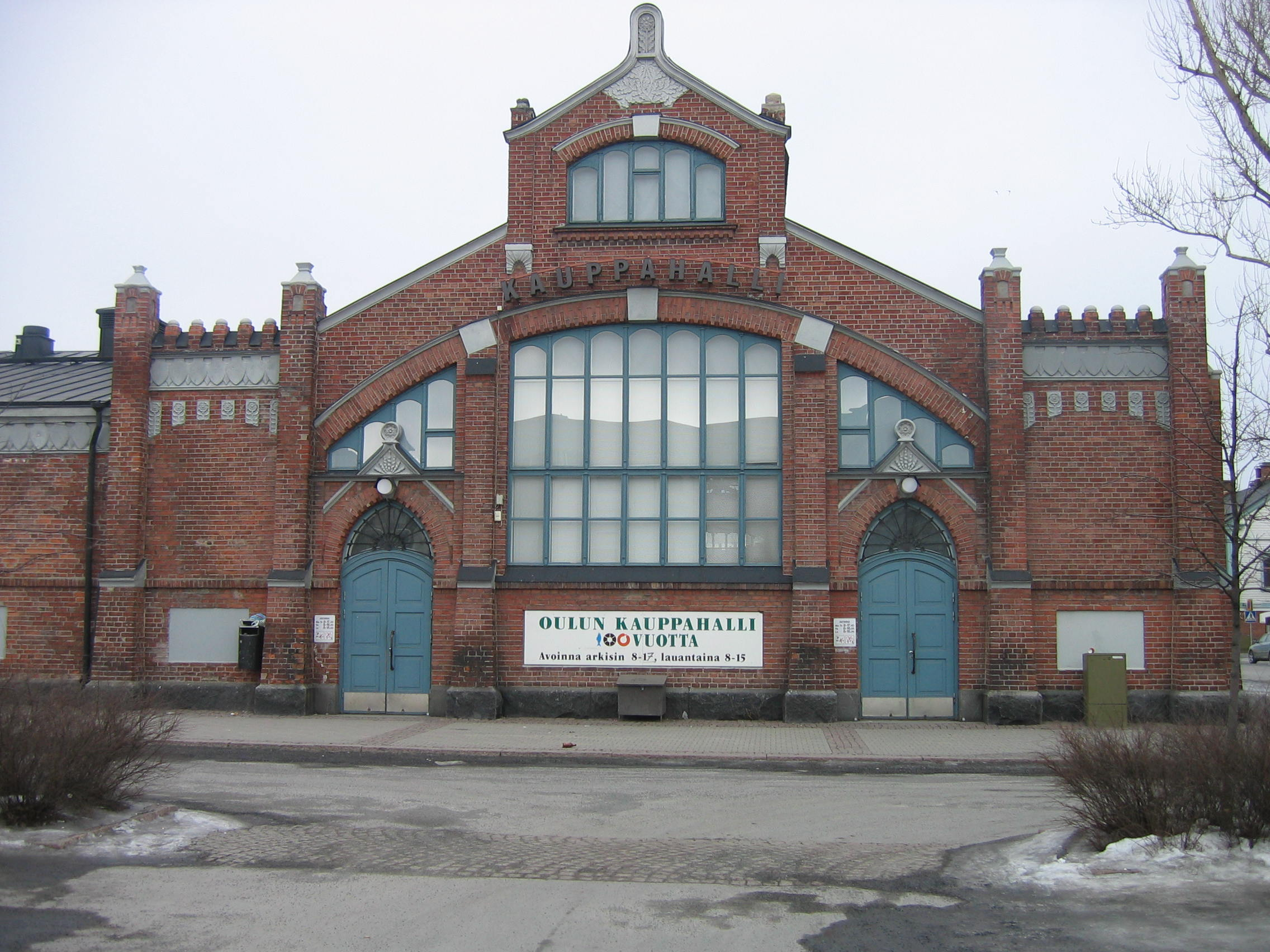
рынок Оулу
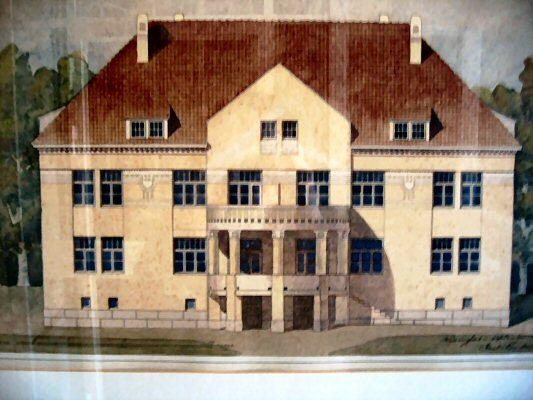
Особняк Сёдеркулла в Сипоо